# Luis de Marichalar y Monreal
Luis de Marichalar y Monreal (castellà: Luis Marichalar y Monreal)  (Madrid, 22 de gener de 1873 - Madrid, 25 de desembre de 1945) fou un polític conservador espanyol, vescomte d'Eza. Era fill d'Amalio Rufino Marichalar y San Clemente, VIII marquès de Montesa (nascut a Madrid en 1817) i de María Cecilia Monreal y Ortiz de Zárate (nascuda en 1837).
És avi, entre d'altres, d'Álvaro i Jaime de Marichalar.

## Trajectòria política
Membre del Partit Conservador, inicia la seva carrera política en 1899 com a diputat per Soria, molt estimat però només per un sector fins a 1914, i Senador del Regne fins a les eleccions generals espanyoles de 1923.
Va ser Director General d'Agricultura (1907), Ministre de Foment entre l'11 de juny i el 3 de novembre de 1917 en un gabinet presidit per Eduardo Dato, i Ministre de Guerra entre el 5 de maig de 1920 durant el desastre d'Annual, del qual no es va sentir responsable, i el 14 d'agost de 1921 als governs que successivament van presidir Dato i Allendesalazar.
A més va ser alcalde de Madrid entre 1913 i 1914, va pertànyer a la Reial Acadèmia de Ciències Morals i Polítiques, i va desenvolupar també la seva faceta de publicista. És autor, entre d'altres, d'El problema agrario en España, El oro, el crédito y la Banca, como factores internacionales, Crítica del Impuesto sobre la Renta i El enigma ruso y el ocaso del socialismo.
El 29 de març de l'any 2000, el Ministeri d'Agricultura i Pesca va posar en funcionament el vaixell oceanogràfic Vizconde de Eza en honor de Luis de Marichalar.

## Vida Familiar
Es va casar amb María de l'Encarnación Bruguera y Molinuevo (nascuda en 1877 i morta en 1946) i el matrimoni va tenir tres fills:
- Francisco Javier de Marichalar y Bruguera, VII marquès de Ciria (nascut en 18-X-1903), casat amb Isabel de Silva y Azlor de Aragón, amb descendència.
- Amalio de Marichalar y Bruguera, VIII comte de Ripalda (nascut 13-V-1912 i mort el 26-XII-1978 a Madrid), casat en 1957 amb María de la Concepción Sáenz de Tejada y Fernández de Bobadilla, amb descendència.
- María del Carmen de Marichalar y Bruguera, vescomtessa de Matamala, casada amb Leopoldo García-Durán y Parages, amb descendència.